# Ромильда
Ромильда (Рамхильда; казнена в 610) — герцогиня Фриуля по браку с Гизульфом II из династии Гаузы. После смерти мужа в 610 году и во время вторжения аваров она была регентом при своих несовершеннолетних сыновьях.

## Биография
Возможно, Ромильда была дочерью Гарибальда I. Она вышла замуж за герцога Гизульфа II Фриульского и стала матерью сыновей Тасо, Какко, Радоальда и Гримоальда, а также дочерей Акки (или Аппы) и Гейлы (или Гайлы), которые были замужем за королём алеманнов (неточно) и за баварским принцем (вероятно, за Гарибальдом II).
В 610 году во Фриульское герцогство вторглись авары под предводительством кагана (возможно, им был Баян II). Гизульф II погиб на поле битвы, а авары осадили столицу герцогства Чивидале-дель-Фриули, которую защищала Ромильда, принявшая командование в качестве регента. Известно, что Ромильда предложила правителю аваров мирно сдать город, если он примет её предложение вступить с ней в брак. Каган согласился, и осада была снята. Однако, когда Ромильда сдала город, Фриули по приказу нарушившего своё обещание кагана был разграблен. Сообщается, что он провёл с Ромильдой только одну ночь, изнасиловал её, а затем позволил надругаться над ней и своим воинам. После этого он, как утверждают, казнил её, посадив на кол. Её детям позднее удалось сбежать из плена.
Ромильда заслужила дурную репутацию в истории из-за Павла Диакона, который в своей написанной в следующем столетии «Истории лангобардов» утверждал, что она сделала предложение руки и сердца кагану из-за влечения к нему и предала свой город из-за сексуальной похоти. Однако заключение мира через предложение брачного союза было на самом деле в то время обычным и общепринятым методом.